# Rio Gallegos Aerodrome
Rio Gallegos Aerodrome är en flygplats i Argentina.   Den ligger i provinsen Santa Cruz, i den södra delen av landet, 2 100 km sydväst om huvudstaden Buenos Aires. Rio Gallegos Aerodrome ligger 18 meter över havet. Arean är 1 150 kvadratkilometer.
Terrängen runt Rio Gallegos Aerodrome är huvudsakligen platt, men åt nordväst är den kuperad. Havet är nära Rio Gallegos Aerodrome norrut. Närmaste större samhälle är Río Gallegos, 6,7 km öster om Rio Gallegos Aerodrome.
Runt Rio Gallegos Aerodrome är det i huvudsak tätbebyggt. Runt Rio Gallegos Aerodrome är det mycket glesbefolkat, med 3 invånare per kvadratkilometer.